# Bonneville (cratera)
Bonneville é uma cratera de impacto em Marte, localizada dentro da cratera Gusev, que é muito maior. Bonneville foi visitada pelo veículo explorador de Marte Spirit em 2004, durante a sua exploração do solo de Gusev. Bonneville também é o local final de descarte do escudo térmico da Spirit, ejetado durante o procedimento de aterrissagem; o escudo térmico pode ser visto cintilando nas bordas da cratera ao fundo quando a Spirit fotografou o local. A cratera possui 210 metros de diâmetro, 14 de profundidade e suas encostas se elevam 6.4 metros acima do terreno circundante.
Bonneville recebeu esse nome de Benjamin Bonneville e Lago Bonneville, um antigo lago em Utah.

## Formação e geologia
Acredita-se que o estrato no qual Bonneville se formou seja detritos, apesar da possibilidade de parte da ejecta ter se originado de rochas mais duras. Nenhuma rocha matriz foi exposta na cratera ou nas inúmeras crateletas na parede de Bonneville.  A cratera é relativamente pristina e não foi afetada por erosão aquática.
É provável que Bonneville seja uma cratera secundária, devido ao seu baixo coeficiente profundidade-diâmetro.